# Jean Schmidt (réalisateur)
Pour les articles homonymes, voir Schmidt et Jean Schmidt.
Jean Schmidt, né Helmut Schmidt le 3 juillet 1929 à Berlin-Wilmersdorf et mort le 24 mars 2009 à Paris 12e, est un réalisateur franco-allemand. Connu pour avoir réalisé des films et des documentaires qui s'intéressent à la créativité des enfants et aux marges de la société dans laquelle il vit, soucieux de dévoiler les sujets sensibles.

## Biographie
Jean Schmidt, quitte l'Allemagne en 1933 avec sa famille. Après avoir été capturé lors d’une rafle à Paris en 1942, son père est déporté à Auschwitz, il tente de s'échapper en 1944 en sautant du train à la frontière de la Tchécoslovaquie où il se fait abattre. Helmut prend le nom de Jean en France et renonce à sa langue maternelle. Plus tard après la guerre il rencontre Edouard Lutz et Michel Mitrani et devient mime chez Marcel Marceau. C'est lorsqu'il rencontre Dolly, sa future femme avec qui il a deux enfants Nathalie et Florent qui travaillent avec leur père en grandissant. Grâce à Dolly il  se rapproche du cinéma alors qu'il est encore photographe de plateau. Son premier film, Kriss Romani, sort en 1961 après qu'il réalise une série de photographies qui vont pousser les producteurs à le financer pour faire un film. Il va alors militer en faveur des minorités opprimées toute sa carrière, estimant que les vrais sujets à traiter sont chez ces personnes. Il poursuit son œuvre jusqu'en 1994 avec son dernier film, De rage et d'espoir, paroles de toxicos, avant sa mort en 2009 à la suite de complications cardiaques qui le poursuivent depuis une dizaine d’années.
Jean Schmidt suivra un parcours universitaire atypique puisqu’il commence par des études à l’Institut de Psychologie Sorbonne, puis à l’École Charles Dullin et assiste à des cours de mime pour ensuite aller à l’Université Internationale du Théâtre. Plus tard il devient même délégué de l’Association Internationale du Théâtre des Nations. Il travaille également en régie et sur l’organisation de tournées sur Molière, Marivaux, Régnard. Après deux ans chez Marcel Marceau comme mime il s’ensuit des créations aux théâtres Sarah Bernhardt, Renaissance, et des tournées en Europe. Il fait également office de technicien au cinéma sur 21 films, différents postes d’assistant, photographe de plateau dont 8 films américains, régie, conseiller technique. Avec sa femme Dolly, ils créent l'Atelier 8, une société de production familiale pour laquelle Dolly fait office de productrice. 
Parallèlement à ces activités il est désigné juré au festival de Cannes en 1967 (pour les courts métrages), juré au festival International des Droits de l’Homme de Strasbourg en 1972 (pour les longs métrages). En 1973 il crée et organise les J.I.F.A, journées internationales du film anti-raciste. Il s’ensuit une présentation sous le patronage de l’association française de la Critique Cinématographique durant deux semaines aux cinémas Noctambules et Studio 28 de 20 longs métrages inédits français et étrangers. Il est par la suite élu au Conseil d’Administration de la SRF, Société des Réalisateurs de Films. Il est également élu comme membre du bureau du conseil supérieur technique CST, à la section des réalisateurs. Il est le créateur de la Commission des circuits parallèles dont le but est de répertorier, développer, diffuser, avec le concours du CNC de l’Ina, Jeunesse et Sports et Commissions des Ciné Clubs, tous les films d’auteur ou collectifs de créations susceptibles d’être diffusés dans les points de projection 16 mm recensés en France. Il travaille en tant qu'administrateur bénévole auprès de l'association Les Compagnons de la Nuit à Paris. Il a vécu dans la capitale toute sa vie, notamment au 8 rue Legouvé dans le 10ème arrondissement et cette ville restera une source d’inspiration majeure pour lui puisqu’une grande partie de son œuvre se déroule en son sein. 
En 2014 le CNC édite un DVD grâce aux éditions Doriane  Films, incluant Kriss Romani ainsi que le court métrage Derrière la fenêtre. 
Depuis 2018, le CNC a récupéré sur le site de Bois d'Arcy les archives personnelles de Jean Schmidt et prépare l'édition d'un deuxième DVD afin de valoriser le travail du réalisateur, chose qui a été également développée sur le site internet de la Direction du Patrimoine Cinématographique.

## Filmographie

### Courts métrages
- 1964 : Et si c'était une sirène
- 1964 : Mélopée pour un apartheid
- 1966 : Les desperados de la butte
- 1966 : Cravates
- 1966 : Requiem pour un bâtard
- 1967 : Derrière la fenêtre
- 1967 : La Pastorale du XXe siècle
- 1967 : L'Afrique des banlieues
- 1968 : La Lune en bouteille
- 1970 : Paris des négritudes[7]
- 1971 : La ronde des 7 petites misères
- 1971 : Paris à hauteur de gosses
- 1972 : Et si on réinventait la mer ?
- 1973 : Une consultation neurologique
- 1973 : Vivre pas survivre
- 1974 : Trinitroglycérine
- 1976 : Simple vieillissement ou pathologie ?
- 1977 : La prévention des accidents chez les paysagistes

### Publicités
- 1969 : Olympiades de la chaussette
- 1969 : Chaussettes Boy
- 1969 : Petit Robert, le dictionnaire de la langue française
- 1970 : Propreté de Paris : ticket de métro
- 1970 : Pelikan
- 1970 : Caisse Nationale d'Epargne
- 1971 : Centre d'action pour la propreté de Paris : Tuileries
- 1971 : Centre d'action pour la propreté de Paris : interviews marché
- 1971 : Crédit foncier de France : emprunt à lots
- 1975 : Crédit foncer de France : emprunt
- 1976 : Crédit foncier de France : la répétition
- 1976 : Fischertechnik

Longs métrages
- 1963 : Kriss Romani
- 1979 : Comme les anges déchus de la planète Saint-Michel[8]
- 1984 : La fontaine des innocentes
- 1985 : Les loups entre eux (scénariste)
- 1986 : Les Clowns de Dieu
- 1991 : Marche, crève ou rêve
- 1994 : De rage et d'espoir